# Carlos Hevia
Pour les articles homonymes, voir Hevia.
Carlos Hevia y Reyes Gavilan (21 mars 1900 - 2 avril 1964) était un homme d'État cubain, président de la république de Cuba pendant 3 jours du 15 janvier au 18 janvier 1934, ministre d'État en 1948, ministre des Affaires étrangères en 1949, de l'Agriculture en 1950 puis président de la Commission du Développement national en 1951.

## Biographie
Issu d'une famille bourgeoise de Cuba, Carlos Hevia était diplômé de l'école navale d'Annapolis aux États-Unis et avait servi dans l'armée américaine lors de la Première Guerre mondiale.
À Cuba, il participa à la lutte politique contre le gouvernement du président Gerardo Machado.
Durant le gouvernement du président Ramón Grau San Martín, de septembre 1933 à janvier 1934, il fut secrétaire à l'agriculture chargé de la réforme agraire.
Carlos Hevia fut très brièvement président de la république après la démission de Ramón Grau. Il avait été opté à titre intérimaire pour ce poste par le chef des armées et éminence grise du régime cubain, le colonel Fulgencio Batista. Il démissionna trois jours plus tard à la suite de diverses pressions des militaires. Il devint ensuite membre du parti authentique, opposé à Batista.
Il ne revint au gouvernement qu'à partir de 1948 pour occuper diverses fonctions ministérielles et est en 1952, le candidat du parti authentique à l'élection présidentielle. Les élections furent cependant annulées à la suite du coup d'État militaire de Fulgencio Batista.
Exilé aux États-Unis, il se battit contre les dictatures successives de Batista et de Fidel Castro. Il fut ainsi membre notamment de groupes de pressions cubains aux États-Unis comme le Conseil révolutionnaire qui, après avoir contribué au renversement de Batista, s'opposaient au régime de Fidel Castro.